# Yoongarillup
Yoongarillup is een plaats in de regio South West in West-Australië.

## Geschiedenis
De naam Yoongarillup is afkomstig van de Wardandi Nyungah.
In het begin van de 20e eeuw vestigden zich Spanjaarden in de streek. Yoongarillup kwam bekend te staan als de "Spaanse nederzetting". Ze teelden eerst aardappelen en vervolgens druiven voor de wijnproductie.
Na de Eerste Wereldoorlog werden middels een Group Settlement Scheme Britse migranten in de omgeving van Yoongarillup gevestigd. In 1923 werd er voor hen een gemeenschapszaal gebouwd.

## Beschrijving
Yoongarillup maakt deel uit van het lokale bestuursgebied (LGA) City of Busselton, waarvan Busselton de hoofdplaats is. De plaats heeft een gemeenschapszaal.
In 2021 telde Yoongarillup 79 inwoners.

## Ligging
Yoongarillup ligt langs de Vasse Highway, 220 kilometer ten zuidzuidwesten van de West-Australische hoofdstad Perth, 95 kilometer ten noordnoordoosten van Augusta en 10 kilometer ten zuidwesten van het aan de Bussell Highway gelegen Busselton.
Ongeveer halfweg Yoongarillup en Busselton ligt een luchthaven, de 'Busselton Margaret River Aiport' (IATA: BQB,ICAO: YBLN).